# أمادور بالما
أمادور بالما (بالإسبانية: Amador Palma)‏ هو منافس ألعاب قوى إسباني، ولد في 14 أغسطس 1902 في سيستاو في إسبانيا، وتوفي في 28 مايو 1958.

## وصلات خارجية
- أمادور بالما على موقع أوليمبيديا (الإنجليزية)